# Rhizidiocystis ananasi
Rhizidiocystis ananasi är en svampart som beskrevs av Sideris 1929. Rhizidiocystis ananasi ingår i släktet Rhizidiocystis, ordningen Chytridiales, klassen Chytridiomycetes, divisionen pisksvampar och riket svampar.   Inga underarter finns listade i Catalogue of Life.